# 에우헤니아 데 몬티호역
에우헤니아 데 몬티호 역(스페인어: Eugenia de Montijo)은 마드리드 지하철 5호선의 역이다. 마드리드 카라반첼 구와 라티나 구 사이에 걸쳐 있으며, 로스 인헤니에로스 거리와 누에스트라 세료나 데 라 루스 거리 사이의 교차로 지하에 위치해 있다. 요금구역상으로는 A구역에 속한다.

## 역사
5호선 연장구간에는 없던 역이었으나 나중에 추가된 역으로, 1999년 10월 27일에 문을 열었다. 공사 당시 알루체 역-카라반체 역 구간이 1년동안 운행을 중단하였다. 역명은 스페인의 귀족인 에우헤니아 데 몬티호에서 따왔다.

## 환승 정보
역 주변에 시내버스 정류장이 두 곳 있다.
버스
- 시내버스
  - 17번 노선 (주간), N26번 노선 (야간)

지하철
| 마드리드 지하철             | 마드리드 지하철       | 마드리드 지하철     |
| --------------------------- | --------------------- | ------------------- |
| 카라반첼 알라메다 데 오수나 | 마드리드 지하철 5호선 | 알루체 카사 데 캄포 |